# Alfa Romeo 164 Q4 Italdesign Scighera
L'Alfa Romeo Scighera è una concept car realizzata da Italdesign Giugiaro nel 1997. "Scighera" è una parola del dialetto milanese, che significa "nebbia".

## Storia
La Scighera è una coupé a due posti. Deriva dall'Alfa Romeo 164, e ha la carrozzeria e la struttura del telaio in alluminio e fibra di carbonio. È mossa da un motore Alfa Romeo biturbo V6 da 2959 cm³ di cilindrata, con un'accelerazione da 0 a 100 km/h in 3,7 secondi. Ha una potenza di 400 hp a 7500 giri al minuto che permetteva alla vettura di raggiungere la velocità massima di 299 km/h. Monta un motore centrale con trazione integrale; quest'ultima deriva dall'Alfa Romeo 155. Il cambio è a sei rapporti manuale.
L'Italdesign considerò anche la possibilità di una produzione della Scighera su piccola scala, ma gli intenti non ebbero seguito.